# Jerome Tillman
Jerome Tillman (Memphis, 25 aprile 1987) è un cestista statunitense.